# Équipe des Samoa féminine de football
Cet article traite de l'équipe féminine. Pour l'équipe masculine, voir Équipe des Samoa de football.
Ne doit pas être confondu avec Équipe des Samoa américaines féminine de football.
Maillots
L'équipe des Samoa de football est une sélection des meilleures joueuses samoanes sous l'égide de la Fédération des Samoa de football. Elle succède à la sélection des Samoa occidentales (ancien nom du pays).

## Classement FIFA
| Année              | 2003 | 2004 | 2005 | 2006 | 2007 | 2008 | 2009 | 2010 | 2011 | 2012 | 2013 | 2014 | 2015 | 2016 | 2017 | 2018 |
| ------------------ | ---- | ---- | ---- | ---- | ---- | ---- | ---- | ---- | ---- | ---- | ---- | ---- | ---- | ---- | ---- | ---- |
| Classement mondial | 99   | 102  | 101  | 112  | 104  | 98   | 92   | 128  | 110  | 106  | 118  | 133  | 111  | 104  | 119  | 113  |
| Classement OFC     | 8    | 8    | 8    | 8    | 7    | 7    |      |      | 10   | 10   |      |      | 8    | 8    |      |      |

## Palmarès

### Parcours enCoupe d'Océanie
- 1998 : 1er tour
- 2003 : 4e
- 2007 : Non inscrit
- 2010 : Non inscrit
- 2014 : Non inscrit
- 2018 : 7e
- 2022 : 4e
- 2025 :  Troisième

### Parcours enJeux du Pacifique
- 2007 : 1er tour
- 2015 : 4e
- 2019 : Finaliste
- 2023 : 4e

### Match par adversaire
| Date               | Lieu                                   | Équipe | Résultat | Adversaire                |
| ------------------ | -------------------------------------- | ------ | -------- | ------------------------- |
| 3 décembre 1987    | Auckland Nouvelle-Zélande              | Samoa  | 0-15     | Nouvelle-Zélande          |
| 4 décembre 1987    | Auckland Nouvelle-Zélande              | Samoa  | 0-10     | Nouvelle-Zélande          |
| 7 décembre 1987    | Auckland Nouvelle-Zélande              | Samoa  | 0-11     | Nouvelle-Zélande          |
| 9 octobre 1998     | Auckland Nouvelle-Zélande              | Samoa  | 0-21     | Nouvelle-Zélande          |
| 13 octobre 1998    | Auckland Nouvelle-Zélande              | Samoa  | 0-5      | Fidji                     |
| 5 avril 2003       | Canberra Australie                     | Samoa  | 0-19     | Australie                 |
| 7 avril 2003       | Canberra Australie                     | Samoa  | 0-15     | Nouvelle-Zélande          |
| 11 avril 2003      | Canberra Australie                     | Samoa  | 1-0      | Îles Cook                 |
| 13 avril 2003      | Canberra Australie                     | Samoa  | 2-5      | Papouasie-Nouvelle-Guinée |
| 30 aout 2007       | Apia Samoa                             | Samoa  | 0-4      | Tahiti                    |
| 1er septembre 2007 | Apia Samoa                             | Samoa  | 2-0      | Nouvelle-Calédonie        |
| 3 septembre 2007   | Apia Samoa                             | Samoa  | 0-0      | Tonga                     |
| 17 aout 2011       | Navua Fidji                            | Samoa  | 0-2      | Fidji                     |
| 18 aout 2011       | Suva Fidji                             | Samoa  | 1-2      | Fidji                     |
| 1er mars 2012      | Tonga                                  | Samoa  | 2-7      | Papouasie-Nouvelle-Guinée |
| 3 mars 2012        | Tonga                                  | Samoa  | 4-3      | Vanuatu                   |
| 5 mars 2012        | Tonga                                  | Samoa  | 1-6      | Tonga                     |
| 7 mars 2012        | Tonga                                  | Samoa  | 0-2      | Vanuatu                   |
| 6 juillet 2015     | Port Moresby Papouasie Nouvelle Guinée | Samoa  | 1-0      | Tonga                     |
| 8 juillet 2015     | Port Moresby Papouasie Nouvelle Guinée | Samoa  | 2-2      | Nouvelle-Calédonie        |
| 11 juillet 2015    | Port Moresby Papouasie Nouvelle Guinée | Samoa  | 2-1      | Îles Salomon              |
| 13 juillet 2015    | Port Moresby Papouasie Nouvelle Guinée | Samoa  | 0-3      | Papouasie-Nouvelle-Guinée |
| 16 juillet 2015    | Port Moresby Papouasie Nouvelle Guinée | Samoa  | 0-2      | Îles Cook                 |

### Bilan
| Rang | Équipe | Pts | J  | G | N | P  | Bp | Bc  | Diff |
| ---- | ------ | --- | -- | - | - | -- | -- | --- | ---- |
| #    | Samoa  | 16  | 23 | 5 | 2 | 16 | 18 | 135 | -117 |

### Les 11 meilleures buteuses
| Rang | Joueur             | Buts | Sél. | Première sélection | Dernière sélection |
| ---- | ------------------ | ---- | ---- | ------------------ | ------------------ |
| 1    | Hazel Peleti       | 5    | 9    | 2012               | 2015               |
| 2    | Lynette Laumea     | 1    | 4    | 2003               | 20..               |
| 3    | Leti Talai         | 1    | 4    | 2003               | 20..               |
| 4    | Selesitina Peresia | 1    | 4    | 2003               | 20..               |
| 5    | Natalie Davies     | 1    | 3    | 2007               | 20..               |
| 6    | Seamatu Lemana     | 1    | 3    | 2007               | 20..               |
| 7    | Lusia Loane        | 1    | 4    | 2012               | 20..               |
| 8    | Lanuola Mulipola   | 1    | 4    | 2012               | 20..               |
| 9    | Tamasailau Leuta   | 1    | 4    | 2012               | 20..               |
| 10   | Hana Malo          | 1    | 5    | 2015               | 20..               |
| 11   | Kelsey Kapisi      | 1    | 5    | 2015               | 20..               |